# Campeonato Europeo de Atletismo en Pista Cubierta de 2025
El XXXVIII Campeonato Europeo de Atletismo en Pista Cubierta se celebró en Apeldoorn (Países Bajos) entre el 6 y el 9 de marzo de 2025 bajo la organización de Atletismo Europeo y la Federación Neerlandesa de Atletismo.
Las competiciones se realizaron en el Omnisport Apeldoorn de la ciudad neerlandesa.

## Calendario
| E | Eliminatorias | C | Clasificatorias | ½ | Semifinales | F | Final |

| Fecha →           | Ju 06 | Vi 07 | Vi 07 | Sá 08 | Sá 08 | Sá 08 | Do 09 | Do 09 |
| Prueba ↓          | T     | M     | T     | M     | T     | T     | M     | T     |
| ----------------- | ----- | ----- | ----- | ----- | ----- | ----- | ----- | ----- |
| 60 m              |       |       |       | E     | ½     | F     |       |       |
| 400 m             |       | E     | ½     |       | F     | F     |       |       |
| 800 m             |       | E     |       |       | ½     | ½     |       | F     |
| 1500 m            | E     |       | F     |       |       |       |       |       |
| 3000 m            |       |       |       | E     |       |       |       | F     |
| 60 m vallas       | E     | ½     | F     |       |       |       |       |       |
| 4 × 400 m         |       |       |       |       |       |       |       | F     |
| Salto de longitud | C     |       | F     |       |       |       |       |       |
| Triple salto      |       | C     |       |       | F     | F     |       |       |
| Salto de altura   | C     |       |       |       | F     | F     |       |       |
| Salto con pértiga |       |       | C     |       |       |       |       | F     |
| Peso              |       |       |       |       |       |       | C     | F     |
| Heptatlón         |       | F     | F     | F     | F     | F     |       |       |

| Fecha →           | Ju 06 | Vi 07 | Vi 07 | Sá 08 | Sá 08 | Do 09 | Do 09 | Do 09 |
| Prueba ↓          | T     | M     | T     | M     | T     | M     | T     | T     |
| ----------------- | ----- | ----- | ----- | ----- | ----- | ----- | ----- | ----- |
| 60 m              |       |       |       |       |       | E     | ½     | F     |
| 400 m             |       | E     | ½     |       | F     |       |       |       |
| 800 m             |       | E     |       |       | ½     |       | F     | F     |
| 1500 m            | E     |       | F     |       |       |       |       |       |
| 3000 m            |       |       |       | E     |       |       | F     | F     |
| 60 m vallas       | E     | ½     | F     |       |       |       |       |       |
| 4 × 400 m         |       |       |       |       |       |       | F     | F     |
| Salto de longitud |       | C     |       |       | F     |       |       |       |
| Triple salto      | C     |       | F     |       |       |       |       |       |
| Salto de altura   |       | C     |       |       |       |       | F     | F     |
| Salto con pértiga | C     |       |       |       | F     |       |       |       |
| Peso              |       |       |       | C     |       |       | F     | F     |
| Pentatlón         |       |       |       |       |       | F     | F     | F     |

| Fecha →   | Ju 06 | Vi 07 | Vi 07 | Sá 08 | Sá 08 | Do 09 | Do 09 |
| Prueba ↓  | T     | M     | T     | M     | T     | M     | T     |
| --------- | ----- | ----- | ----- | ----- | ----- | ----- | ----- |
| 4 × 400 m | F     |       |       |       |       |       |       |

## Resultados

### Masculino
| Evento                    | Oro                                                                                        | Plata                                                                                | Bronce                                                                                    |
| ------------------------- | ------------------------------------------------------------------------------------------ | ------------------------------------------------------------------------------------ | ----------------------------------------------------------------------------------------- |
| 60 m (08.03)              | Jeremiah Azu Reino Unido 6,49 s                                                            | Henrik Larsson · Suecia · 6,52 s                                                     | Andrew Robertson Reino Unido 6,55 s                                                       |
| 400 m (08.03)             | Attila Molnár · Hungría · 45,25                                                            | Maksymilian Szwed · Polonia · 45,31                                                  | Jimy Soudril Francia 45,59                                                                |
| 800 m (09.03)             | Samuel Chapple · Países Bajos · 1:44,88                                                    | Eliott Crestan · Bélgica · 1:44,92                                                   | Mark English Irlanda 1:45,46                                                              |
| 1500 m (07.03)            | Jakob Ingebrigtsen · Noruega · 3:36,56                                                     | Azeddine Habz Francia 3:36,92                                                        | Isaac Nader Portugal 3:37,10                                                              |
| 3000 m (09.03)            | Jakob Ingebrigtsen · Noruega · 7:48,37                                                     | George Mills Reino Unido 7:49,41                                                     | Azeddine Habz Francia 7:50,48                                                             |
| 60 m vallas (07.03)       | Jakub Szymański · Polonia · 7,43                                                           | Wilhem Belocian Francia 7,45                                                         | Just Kwaou-Mathey Francia 7,50                                                            |
| 4 × 400 m (09.03)         | Países Bajos · Eugene Omalla · Nick Smidt · Isaya Klein Ikkink · Tony van Diepen · 3:04,95 | España · Markel Fernández · Manuel Guijarro · Óscar Husillos · Bernat Erta · 3:05,18 | Bélgica · Julien Watrin · Christian Iguacel · Florent Mabille · Jonathan Sacoor · 3:05,18 |
| Salto de altura (08.03)   | Oleh Doroshchuk · Ucrania · 2,34 m                                                         | Jan Štefela · República Checa · 2,29 m                                               | Matteo Sioli · Italia · 2,29 m                                                            |
| Salto con pértiga (09.03) | Menno Vloon · Países Bajos · Emmanuíl Karalís · Grecia · 5,90                              | —                                                                                    | Sondre Guttormsen · Noruega · 5,90                                                        |
| Salto de longitud (07.03) | Bozhidar Saraboyukov Bulgaria 8,13                                                         | Mattia Furlani · Italia · 8,12                                                       | Lester Lescay · España · 8,12                                                             |
| Triple salto (08.03)      | Andy Díaz Hernández · Italia · 17,71                                                       | Max Heß · Alemania · 17,43                                                           | Andrea Dallavalle · Italia · 17,19                                                        |
| Peso (09.03)              | Andrei Toader · Rumania · 21,08                                                            | Wictor Petersson · Suecia · 21,04                                                    | Tomáš Staněk · República Checa · 20,75                                                    |
| Heptatlón (08.03)         | Sander Skotheim · Noruega · 6558 pts.                                                      | Simon Ehammer · Suiza · 6506 pts.                                                    | Till Steinforth · Alemania · 6388 pts.                                                    |

### Femenino
| Evento                    | Oro                                                                                 | Plata                                                                    | Bronce                                                                                                   |
| ------------------------- | ----------------------------------------------------------------------------------- | ------------------------------------------------------------------------ | --- |
| 60 m (09.03)              | Zaynab Dosso · Italia · 7,01 s                                                      | Mujinga Kambundji · Suiza · 7,02 s                                       | Patrizia van der Weken Luxemburgo 7,06 s                                                                 |
| 400 m (08.03)             | Lieke Klaver · Países Bajos · 50,38                                                 | Henriette Jæger · Noruega · 50,45                                        | Paula Sevilla · España · 50,99                                                                           |
| 800 m (09.03)             | Anna Wielgosz · Polonia · 2:02,09                                                   | Clara Liberman Francia 2:02,32                                           | Anita Horvat Eslovenia 2:02,52                                                                           |
| 1500 m (07.03)            | Agathe Guillemot Francia 4:07,23                                                    | Salomé Afonso Portugal 4:07,66                                           | Revee Walcott-Nolan Reino Unido 4:08,45                                                                  |
| 3000 m (09.03)            | Sarah Healy Irlanda 8:52,86                                                         | Melissa Courtney-Bryant Reino Unido 8:52,92                              | Salomé Afonso Portugal 8:53,42                                                                           |
| 60 m vallas (07.03)       | Ditaji Kambundji · Suiza · 7,67                                                     | Nadine Visser · Países Bajos · 7,72                                      | Pia Skrzyszowska · Polonia · 7,83                                                                        |
| 4 × 400 m (09.03)         | Países Bajos · Lieke Klaver · Nina Franke · Cathelijn Peeters · Femke Bol · 3:24,34 | Reino Unido Lina Nielsen Hannah Kelly Emily Newnham Amber Anning 3:24,89 | República Checa · Lada Vondrová · Nikoleta Jíchová · Tereza Petržilková · Lurdes Gloria Manuel · 3:25,31 |
| Salto de altura (09.03)   | Yaroslava Mahuchij · Ucrania · 1,99 m                                               | Angelina Topić Serbia 1,95 m                                             | Engla Nilsson · Suecia · 1,92 m                                                                          |
| Salto con pértiga (08.03) | Angelica Moser · Suiza · 4,80                                                       | Tina Šutej Eslovenia 4,75                                                | Marie-Julie Bonnin Francia 4,70                                                                          |
| Salto de longitud (08.03) | Larissa Iapichino · Italia · 6,94                                                   | Annik Kälin · Suiza · 6,90                                               | Malaika Mihambo · Alemania · 6,45                                                                        |
| Triple salto (07.03)      | Ana Peleteiro · España · 14,37                                                      | Diana Ion · Rumania · 14,31                                              | Senni Salminen · Finlandia · 13,99                                                                       |
| Peso (09.03)              | Jessica Schilder · Países Bajos · 20,69                                             | Yemisi Ogunleye · Alemania · 19,56                                       | Auriol Dongmo Portugal 19,26                                                                             |
| Pentatlón (09.03)         | Saga Vanninen · Finlandia · 4922 pts.                                               | Sofie Dokter · Países Bajos · 4826 pts.                                  | Kate O'Connor Irlanda 4781 pts.                                                                          |

### Mixto
| Evento            | Oro                                                                                  | Plata                                                                                 | Bronce                                                                         |
| ----------------- | ------------------------------------------------------------------------------------ | ------------------------------------------------------------------------------------- | ------------------------------------------------------------------------------ |
| 4 × 400 m (06.03) | Países Bajos · Nick Smidt · Eveline Saalberg · Tony van Diepen · Femke Bol · 3:15,63 | Bélgica · Julien Watrin · Imke Vervaet · Christian Iguacel · Helena Ponette · 3:16,19 | Reino Unido Alastair Chalmers Emily Newnham Joshua Faulds Lina Nielsen 3:16,49 |

## Medallero
| Núm. | País            | Oro | Plata | Bronce | Total |
| ---- | --------------- | --- | ----- | ------ | ----- |
| 1    | Países Bajos    | 7   | 2     | 0      | 9     |
| 2    | Italia          | 3   | 1     | 2      | 6     |
| 3    | Noruega         | 3   | 1     | 1      | 5     |
| 4    | Suiza           | 2   | 3     | 0      | 5     |
| 5    | Polonia         | 2   | 1     | 1      | 4     |
| 6    | Ucrania         | 2   | 0     | 0      | 2     |
| 7    | Francia         | 1   | 3     | 4      | 8     |
| 8    | Reino Unido     | 1   | 3     | 3      | 7     |
| 9    | España          | 1   | 1     | 2      | 4     |
| 10   | Rumania         | 1   | 1     | 0      | 2     |
| 11   | Irlanda         | 1   | 0     | 2      | 3     |
| 12   | Finlandia       | 1   | 0     | 1      | 2     |
| 13   | Bulgaria        | 1   | 0     | 0      | 1     |
| 13   | Grecia          | 1   | 0     | 0      | 1     |
| 13   | Hungría         | 1   | 0     | 0      | 1     |
| 16   | Alemania        | 0   | 2     | 2      | 4     |
| 17   | Bélgica         | 0   | 2     | 1      | 3     |
| 17   | Suecia          | 0   | 2     | 1      | 3     |
| 19   | Portugal        | 0   | 1     | 3      | 4     |
| 20   | República Checa | 0   | 1     | 2      | 3     |
| 21   | Eslovenia       | 0   | 1     | 1      | 2     |
| 22   | Serbia          | 0   | 1     | 0      | 1     |
| 23   | Luxemburgo      | 0   | 0     | 1      | 1     |
|      | TOTAL           | 28  | 26    | 27     | 81    |